# برونته کمپل
برونته کمپل (به انگلیسی: Bronte Campbell) (زادهٔ ۱۴ مهٔ ۱۹۹۴) شناگر اهل استرالیا است.
از افتخارات وی میتوان به کسب مدال نقره ۴ × ۱۰۰ متر آزاد امدادی در مسابقات جهانی ورزش‌های آبی ۲۰۱۴ و مدال نقره ۵۰ متر آزاد و ۴ × ۱۰۰ متر مختلط امدادی در مسابقات جهانی شنا (۲۵ متر) ۲۰۱۴ اشاره کرد